# Give Life Back to Music
«Give Life Back to Music» — песня французского электронного дуэта Daft Punk, финальный сингл из их четвёртого студийного альбома Random Access Memories. В записи композиции приняли участие Найл Роджерс (гитара), Чилли Гонсалес (клавишные), Пол Джексон-младший (гитара), Крис Касвелл (дополнительные клавишные), Джон Робинсон (ударные) и Нейтан Ист (бас). Композиция была выпущена 31 января 2014 года в качестве пятого сингла пластинки и добилась умеренного успеха, отметившись в чартах Франции, США, Соединённого Королевства и ряда других стран.

## Запись
По словам продюсера Найла Роджерса, «мы [с Daft Punk] подумывали о совместном проекте очень долгое время. Мы бесконечно уважали друг друга». Впервые он встретился с дуэтом в Нью-Йорке на вечеринке посвящённой их творчеству (где диджеи играли их материал) за несколько лет до записи Random Access Memories. С тех пор из-за ряда досадных несостыковок и конфликтов в рабочих графиках им не представилась возможность поработать вместе. В итоге дуэт посетил ом Роджерса с неофициальным визитом чтобы продемонстрировать свои наработки, договорившись о полноценном сотрудничестве. Сессии Random Access Memories проходили в нью-йоркской студии Electric Lady Studios, где, по совпадению, был записан первый сингл Chic (группы Роджерса), а также находилась по соседству с местом, где вырос Роджерс. Продюсер вспоминал, что работа с Daft Punk «[ощущалась] как […] работа с ровесниками» — они активно мотивировали друг друга, чтобы сделать альбом лучше. Роджерс отметил эволюцию стиля дуэта, подчеркнув, что в материале прослеживается их интерес к ретро-музыке: «они как-бы сделали шаг назад, чтобы затем сделать два вперёд».
Большая часть вокальных сессий проходила в Париже, тогда как ритм-секция была записана в США. Различные звуковые эффекты были записаны с нуля помощью киноэкспертов из Warner Bros. На вопрос, кто из участников дуэта исполнял роботизированный вокал, Бангальтер предпочитал отмалчиваться, отвечая, что это «вообще не имеет значения». Бо́льшая часть вокодерных треков была записана Daft Punk в собственной парижской студии, их дальнейшей обработкой занимался звукорежиссёр Мик Гузауски на мощностях Columbia Records. По словам Джорджа Мородера (знаменитого итальянского продюсера участвующего в работе), дуэту потребовалась «примерно неделя», чтобы подобрать подходящий звук вокодера и ещё несколько дней на запись.
Записавший для композиции клавишные Чилли Гонсалес заявил в интервью, что сочинил все свои партии за одну сессию. «Я играл на протяжении нескольких часов», — отмечал пианист, «в дальнейшем они собирались вычленить нужные куски и как-то их использовать». Музыкант подчеркнул, что получил от дуэта рекомендации по поводу стиля исполнения, сравнив это с наставлениями перед съёмками от режиссёра. Гонсалес уехал из лос-анджелесской студии, не имея представления, каким будет результат. Позже он развил аналогию с кинопроизводством, отметив, что, несмотря на свой вклад, его участие в создание пластинки альбоме было эквивалентом не главной, а эпизодической роли. «Чтобы правильно использовать статиста требуется великий режиссер, такой как Daft Punk» — добавил он. Гонсалес ранее уже проявлял интерес к творчеству дуэта, записав кавер-версию песни «Too Long», которая была выпущена на сборнике Daft Club в 2003 году.
В «Give Life Back to Music» звучат гитарные партии Найла Роджерса и Пола Джексона-младшего, ударные Джона «Дж. Р.» Робинсона. Текст песни исполняют сами Daft Punk при помощи вокодеров, педальная слайд-гитара — звучащая на грани электроники и акустики — была записана Грегом Лейзом. Песня отражает цель дуэта создать лёгкую для восприятия, но в то же время безупречно спродюсированную и элегантную пластинку. По мнению журнала NME, в лице «Give Life Back to Music» альбом начинается с «потрясающе масштабного рок-вступления, которое стирает любые следы хрупкого техно „Human After All“». Комментируя лирическое содержание, Томас Бангалтер отмечал, что смысл песни открыт для интерпретации и «То, о чём в ней поётся […], это оптимистическое заявление. И в ней есть определенная невинность, которой были наполнены 1970-е. Никакого цинизма». Тем не менее, Ги-Манюэль де Омем-Кристо признал, что слушатели могут воспринять название песни (рус. «Вдохнём в музыку жизнь снова») как претенциозный, добавив, что по его мнению, мейнстримовая музыка в последние годы утратила глубину.
В июне 2013 года продюсер Николас Джаар и музыкант Дэйв Харрингтон из группы Darkside выпустили неофициальный ремикс на «Give Life Back to Music» как часть компиляции Daftside. Ранее Джаар выпускал ремиксы на произведения таких артистов, как Grizzly Bear и Брайана Ино.

## GLBTM (Studio Outtakes)
22 февраля 2023 года Daft Punk объявили о запланированном на май юбилейном переиздании Random Access Memories, посвящённом 10-летию альбома. Переиздание включает раннюю версию «Give Life Back to Music» под названием «GLBTM (Studio Outtakes)», которая была выпущена в качестве второго сингла обновлённого релиза. Как и оригинальная композиция она включает клавишные партии Гонсалеса и других студийных музыкантов. В официальном пресс-релизе «GLBTM (Studio Outtakes)» описывалась как новый взгляд на «то, во что могла бы превратиться [оригинальная] песня».

## Участники записи
- Daft Punk — продюсирование, вокал, модульный синтезатор[англ.]
- Чилли Гонсалес[англ.] — клавишные
- Пол Джексон-младший[англ.] — гитара
- Найл Роджерс — гитара
- Грегом Лейзом[англ.] — педальная слайд-гитара
- Крис Касвелл[англ.] — клавишные
- Нейтан Ист — бас-гитара
- Джон «Дж. Р.» Робинсон[англ.] — ударные
- Quinn — перкуссия

## Чарты

### Еженедельные чарты
| Чарт (2013–14)                                 | Высшая позиция |
| ---------------------------------------------- | -------------- |
| Бельгия/Фландрия (Ultratip)                    | 2              |
| Бельгия/Фландрия (Ultratop Dance)              | 16             |
| Бельгия/Валлония (Ultratip)                    | 12             |
| Бельгия/Валлония (Ultratop Dance)              | 26             |
| Denmark Bit Track (Tracklisten)                | 12             |
| Франция (SNEP)                                 | 23             |
| Италия (FIMI)                                  | 77             |
| Япония (Billboard Japan Hot 100)               | 77             |
| Япония (Hot Overseas)                          | 15             |
| Южная Корея (Gaon International Chart)         | 2              |
| Швеция (Sverigetopplistan)                     | 26             |
| Швейцария (Schweizer Hitparade)                | 58             |
| США (Billboard Bubbling Under Hot 100 Singles) | 13             |
| США (Billboard Hot Dance/Electronic Songs)     | 18             |
| США (Billboard Dance Club Songs)               | 9              |

| Чарт (2013)                            | Позиция |
| -------------------------------------- | ------- |
| South Korea (Gaon International Chart) | 151     |
| US Dance/Electronic Songs (Billboard)  | 51      |

## История релиза
| Страна | Дата           | Радиоформат            | Лейбл    |
| ------ | -------------- | ---------------------- | -------- |
| Италия | 31 января 2014 | Contemporary hit radio | Sony     |
| США    | 4 февраля 2014 | Contemporary hit radio | Columbia |